# Dan Levy (attore)
Daniel Joseph Levy, detto Dan (Toronto, 9 agosto 1983), è un attore, produttore televisivo, sceneggiatore e regista canadese. Ha iniziato la sua carriera come conduttore televisivo su MTV Canada. Ha ottenuto notorietà internazionale e consensi critici per aver interpretato David Rose nella sitcom della CBC Schitt's Creek (2015–2020), che ha co-creato e in cui ha recitato insieme a suo padre, Eugene Levy  e a sua sorella minore Sarah Levy
Levy ha vinto Primetime Emmy Awards per la produzione, la scrittura, la regia e la recitazione nell'ultima stagione di Schitt's Creek, e la serie è diventata la prima a vincere un Primetime Emmy Award in tutte e quattro le principali categorie di recitazione comica in un solo anno. Il suo lavoro nello show gli ha anche valso quattro Canadian Screen Awards, oltre ad altri riconoscimenti. Successivamente, Levy ha interpretato un ruolo di supporto nella commedia romantica Non ti presento i miei (2020), e ha recitato, scritto e diretto il dramma Dopo Oliver (2023).

## Biografia
Dan Levy è figlio dell'attore Eugene Levy e in precedenza evitava di etichettare pubblicamente il suo orientamento sessuale, anche se in un'intervista del 2015 con Flare è stato definito "un membro della comunità LGBT".  In un'intervista del 2020 con Andy Cohen, Levy ha detto di essere gay e aver fatto coming out a 18 anni.

## Carriera
Dopo gli studi alla York University e all'Università Ryerson, Levy ha fatto il suo debutto televisivo come presentatore e conduttore di programmi televisivi canadesi come The Hills e X-Factor e come giudice in Canada's Next Top Model. Dal 2015 lavora nella serie TV Schitt's Creek, che ha scritto e prodotto e in cui interpreta David Rose. Il suo lavoro come sceneggiatore e produttore di Schitt's Creek gli è valso tre Canadian Screen Awards (due nel 2016, uno nel 2019), l'MTV Movie Award alla miglior performance comica e una candidatura al Premio Emmy nel 2019. Per la sesta e ultima stagione di Schitt's Creek, nel 2020 invece vince quattro Premi Emmy: alla miglior serie commedia, al miglior attore non protagonista, alla migliore sceneggiatura e alla miglior regia di una serie commedia.
Nel giugno 2019, per celebrare il 50° anniversario dei moti di Stonewall, che hanno dato inizio al moderno movimento LGBT, Queerty lo ha citato tra i 50 «precursori che assicurano attivamente che la società continui a progredire verso l'uguaglianza, l'accettazione e la dignità per tutte le persone queer». Nel settembre 2019, è stato annunciato che Dan Levy aveva firmato un accordo triennale con ABC Studios per produrre e sviluppare contenuti sceneggiati.

## Filmografia

### Attore

#### Cinema
- Cyberstalker, regia di Curtis Crawford (2012)
- Admission - Matricole dentro o fuori (Admission), regia di Paul Weitz (2013)
- Stage Fright, regia di Jerome Sable (2014)
- Non ti presento i miei (Happiest Season), regia di Clea DuVall (2020)
- La casa dei fantasmi (Haunted Mansion), regia di Justin Simien (2023)
- Dopo Oliver (Good Grief), regia di Dan Levy (2023)
- Unfrosted - Storia di uno snack americano (Unfrosted), regia di Jerry Seinfeld (2024)

#### Televisione
- Degrassi Goes Hollywood - film TV (2009)
- Schitt's Creek - serie TV, 80 episodi (2015-2019)
- Modern Family - serie TV, 1 episodio (2018)
- Sex Education - serie TV (2023)
- The Idol – serie TV, episodio 1x01 (2023)

### Sceneggiatore
- Schitt's Creek - serie TV, 76 episodi (2015-2019)
- Dopo Oliver (Good Grief), regia di Dan Levy (2023)

### Regista
- Schitt's Creek - serie TV, 4 episodi (2018-2019)
- Dopo Oliver (Good Grief) (2023)

### Produttore
- Schitt's Creek - serie TV, 80 episodi (2015-2019)
- Dopo Oliver (Good Grief), regia di Dan Levy (2023)

## Riconoscimenti
- Golden Globe
  - 2021 – Candidatura per il miglior attore non protagonista in una serie per Schitt's Creek
- Premio Emmy
  - 2020 – Miglior serie commedia per Schitt's Creek
  - 2020 – Miglior attore non protagonista in una serie commedia per Schitt's Creek
  - 2020 – Miglior regia di una serie commedia per Schitt's Creek
  - 2020 – Miglior sceneggiatura di una serie commedia per Schitt's Creek
- Screen Actors Guild Award
  - 2020 – Candidatura per il miglior cast in una serie commedia per Schitt's Creek
  - 2021 – Candidatura per il miglior attore in una serie commedia per Schitt's Creek
  - 2021 – Candidatura per il miglior cast in una serie commedia per Schitt's Creek

## Doppiatori italiani
Nelle versioni in italiano delle opere in cui ha recitato, Dan Levy è stato doppiato da:
- Gabriele Vender in Schitt's Creek, Sex Education, The Idol
- Gabriele Lopez in Cyberstalker - Connessioni pericolose
- Daniele Raffaeli in Non ti presento i miei
- Oreste Baldini ne La casa dei fantasmi
- Edoardo Stoppacciaro in Dopo Oliver

## Pubblicazioni
- (EN) Daniel Levy e Eugene Levy, Best Wishes, Warmest Regards: The Story of Schitt's Creek, Running Press Book Publishers, 2021, ISBN 978-0-7624-9950-2.